# Masatoshi Ishida (Politiker)

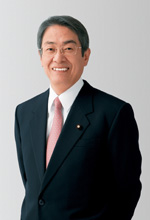
Masatoshi Ishida (2009)

Masatoshi Ishida (jap. 石田 真敏 Ishida Masatoshi; * 11. April 1952 in Kainan, Präfektur Wakayama) ist ein japanischer Politiker der Liberaldemokratischen Partei (LDP, darin zuletzt Kishida-Faktion), Abgeordneter im Shūgiin, dem Unterhaus des nationalen Parlaments, für den Verhältniswahlwahlkreis Kinki und ehemaliger Innenminister.

## Leben
Ishida wurde am 11. April 1952 als Sohn eines Textilhändlers in Kainan geboren. Er studierte bis 1976 Politikwissenschaft an der Waseda-Universität und wurde anschließend Sekretär des LDP-Politikers Bō Hideo. 1983 wurde er ins Präfekturparlament von Wakayama und 1995 zum Bürgermeister von Kainan gewählt. 2002 trat er erfolgreich als Kandidat der LDP bei der Unterhaus-Nachwahl im Wahlkreis Wakayama 2 nach dem Tod des Abgeordneten Mitsuzō Kishimoto an. Dabei schlug er Kishimotos Sohn Takeshi, der mit Unterstützung von Demokratischer Partei (engl. DPJ) und Liberaler Partei antrat, mit etwa 10.000 Stimmen. Kishimoto zog mit einer sekihairitsu („Verlustquote“) von 81,9 % über den Verhältniswahlblock Kinki ins Unterhaus ein. 2005 gewann Ishida mit 54,1 % der Stimmen jedoch so deutlich, dass Kishimoto einen Wiedereinzug verfehlte.
Im Kabinett Asō wurde Ishida im März 2009 Vizeminister im Finanzministerium. Bei der Unterhauswahl 2009 verlor er seinen Wahlkreis an den DPJ-Kandidaten Naoto Sakaguchi, konnte seinen Sitz jedoch über den Verhältniswahlblock halten. Nach der Wahl des LDP-Vorsitzenden im September 2012, bei der sich Shinzō Abe u. a. gegen den damals faktionslosen Shigeru Ishiba sowie den Kinmirai-Seiji-Kenkyūkai-Anhängers bzw. baldigen -Chefs (wurde im Zuge der Wahl 2012 von der Yamazaki− zur Ishihara-Faktion) Nobuteru Ishihara durchsetzen konnte, trat Ishida aus dieser Faktion aus und war danach zunächst faktionslos. Anfang 2022 schloss er sich der Kishida-Faktion an, der er bis zur formalen Auflösung 2024 im Zuge des Kickback-Skandals um schwarze Kassen mehrerer LDP-Faktionen angehörte. Unter Kishida als Parteivorsitzender war er von 2022 bis 2023 Chef der PR-Zentrale (kōhō-honbu) der LDP.
Bei den Wahlen 2012 bis einschließlich 2021 gewann Ishida wieder das Mehrheitswahlmandat Wakayama 2. Zur Shūgiin-Wahl 2024 verlor Wakayama einen Wahlkreis, die LDP-Kandidatur im neuen Wahlkreis 2 übernahm Toshihiro Nikais Sohn Nobuyasu; Ishida kandidierte nur noch bei der Verhältniswahl in Kinki, wo er auf der LDP-Liste alleine vor die Doppelkandidaten auf den Listenplatz 2 gesetzt wurde und damit bei sechs Sitzen für die LDP sicher wiedergewählt wurde.
Premierminister Abe berief Ishida im Oktober 2018 als Innenminister und Staatsminister für das My-Number-System in das umgebildete vierte Kabinett Abe. Bei einer erneuten Kabinettsumbildung im September 2019 wurde er durch die Vorvorgängerin Sanae Takaichi abgelöst.
Von 2012 bis 2013 war Ishida Vorsitzender des Justizausschusses des Shūgiin, von 2021 bis 2024 des Sonderausschusses für chihō sōsei (~„Regionalbelebung“), von April bis Oktober 2024 Vorsitzender des im Zuge des LDP-Kickback-Skandals zum zweiten Mal nach den 1990er Jahren eingerichteten Sonderausschusses für „politische Reformen“ (seiji kaikaku).